# Slovenske železnice

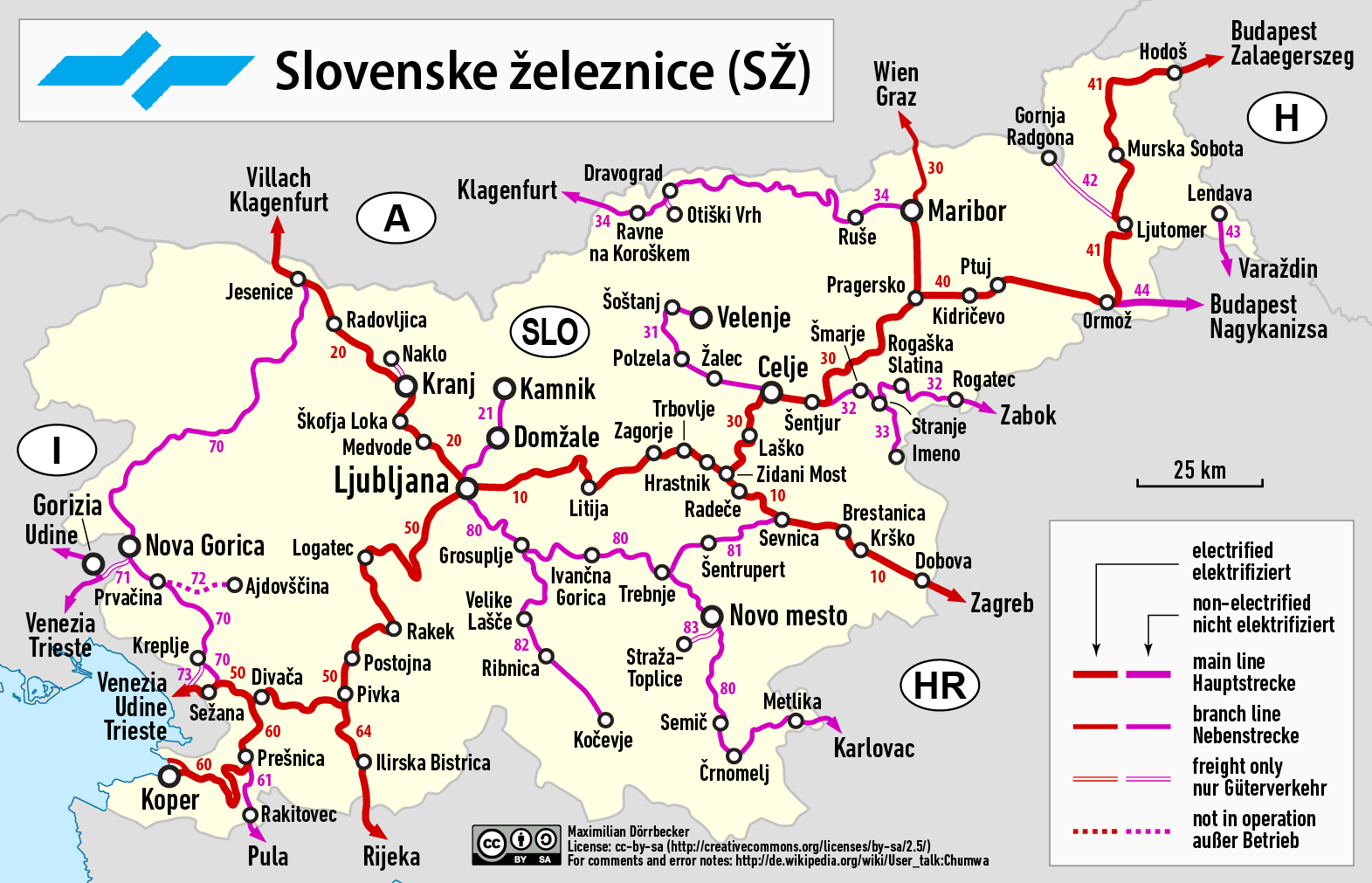

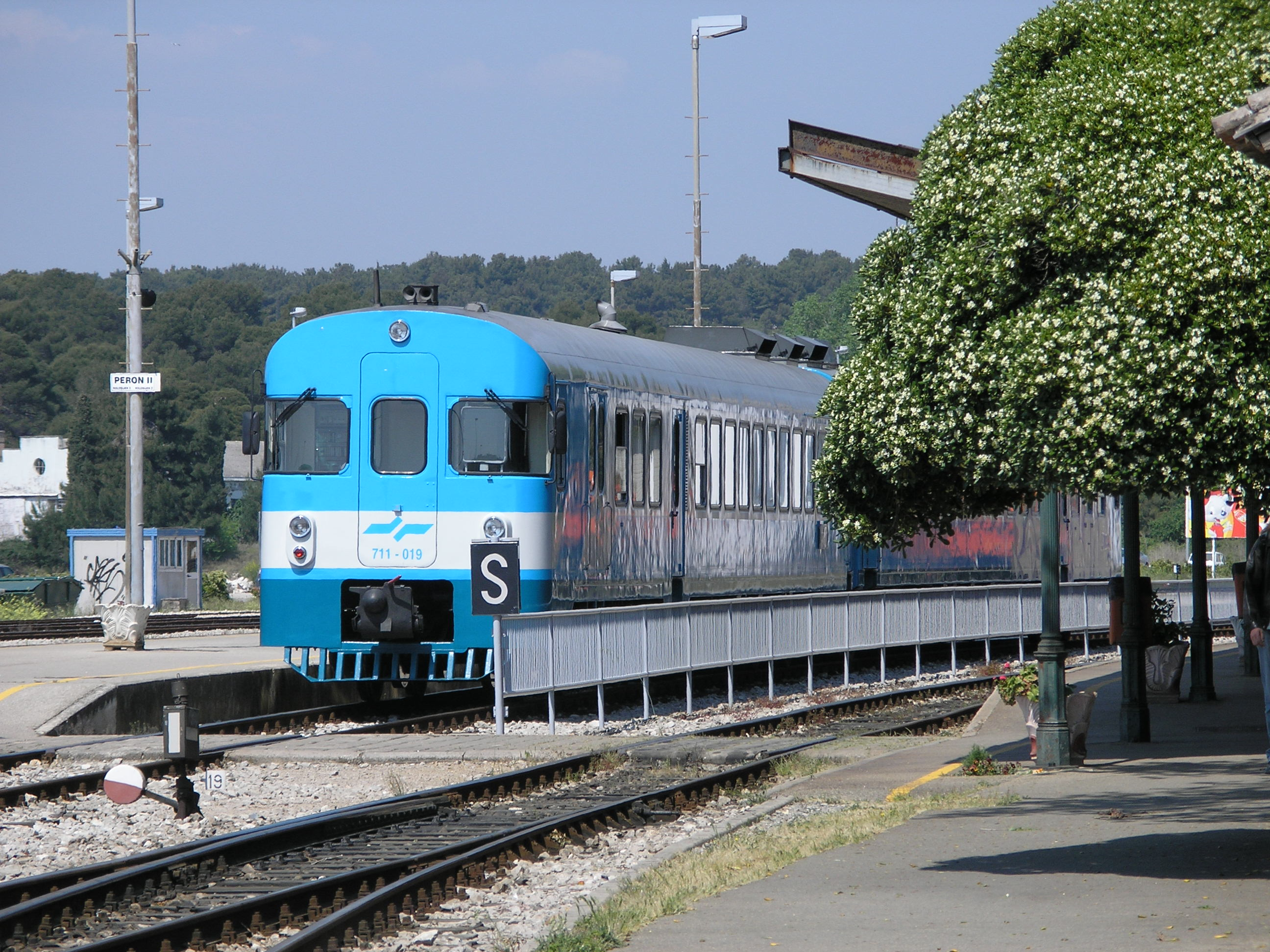
SŽ 711

Slovenske železnice (SŽ) – słoweńskie koleje państwowe założone w 1991, w Lublanie. Przedsiębiorstwo zarządza 1229 km torów.
Aktualnie SŽ stanowią grupę kapitałową, w skład której wchodzą:
- SŽ-Tovorni promet, d. o.o. (przewozy towarowe)
- SŽ-Potniški promet, d. o.o. (przewozy pasażerskie)
- SŽ-Infrastruktura, d. o.o. (zarządca infrastruktury)
- SŽ-Vleka in tehnika, d. o.o.
- SŽ-ŽIP, storitve, d. o.o.
- SŽ–Železniška tiskarna Ljubljana, d. d.
- Prometni institut Ljubljana d. o.o.
- SŽ–Železniško gradbeno podjetje Ljubljana, d. d.
- Fersped, d. o.o.[1]

W 2014 koleje słoweńskie przewiozły 14,837 mln pas i 18,760 mln t towarów, wykonując pracę przewozową 696,7 mln paskm i 4278,4 mln tkm.